# Tour del Mediterrani

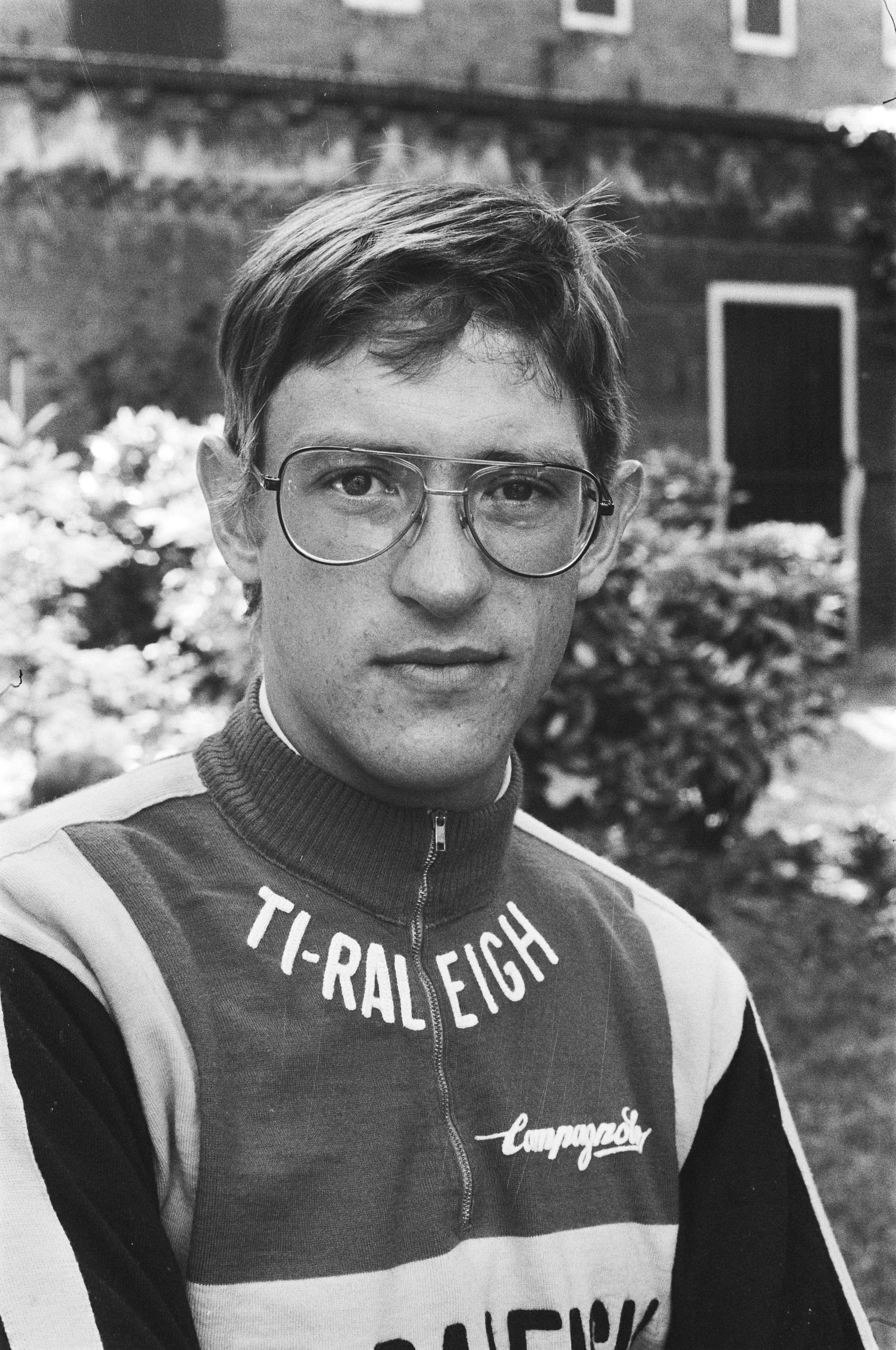
Fotografia de Gerrie Knetemann, vencedor tres vegades de la cursa.

El Tour del Mediterrani (Tour Méditerranéen en francès) va ser una competició ciclista per etapes que es disputava a mitjan febrer al sud de França. La primera edició es disputà el 1974, que fou guanyada pel francès Charles Rouxel. L'holandès Gerrie Knetemann, amb tres victòries, és el ciclista que més vegades ha guanyat la cursa.
Entre el 1974 i el 1977 la cursa fou anomenada Trophée Méditerranéen. Des del 2005 forma part de l'UCI Europe Tour, en la categoria 2.1.
El 2015 no es va disputar per problemes econòmics i el 2016 va ser substituït per la nova cursa La Méditerranéenne.

## Palmarès
| Any  | Vencedor              | Segon                  | Tercer                 |
| ---- | --------------------- | ---------------------- | ---------------------- |
| 1974 | Charly Rouxel         | Cyrille Guimard        | Jacky Mourioux         |
| 1975 | Joseph Bruyere        | Bernard Labourdette    | Patrick Perret         |
| 1976 | Roy Schuiten          | Roland Salm            | Michel Laurent         |
| 1977 | Eddy Merckx           | Wilfried Wesemael      | Jean Chassang          |
| 1978 | Gerrie Knetemann      | Joseph Bruyere         | Jean Luc Vandenbroucke |
| 1979 | Michel Laurent        | Gerrie Knetemann       | Adri Schipper          |
| 1980 | Gerrie Knetemann      | Henk Lubberding        | Michel Laurent         |
| 1981 | Stephan Mutter        | Graham Jones           | Marcel Tinazzi         |
| 1982 | Michel Laurent        | Greg Lemond            | Raniero Gradi          |
| 1983 | Gerrie Knetemann      | Joop Zoetemelk         | Steven Rooks           |
| 1984 | Jean Claude Bagot     | Stephen Roche          | Stefan Mutter          |
| 1985 | Phil Anderson         | Eric Caritoux          | Stephen Roche          |
| 1986 | Jean François Bernard | Joel Pelier            | Jean Marie Grezet      |
| 1987 | Gerrit Solleveld      | Eric van Lancker       | Francesco Moser        |
| 1988 | Jan Nevens            | Charles Mottet         | Luc Leblanc            |
| 1989 | Tony Rominger         | Luc Roosen             | Roland Leclerc         |
| 1990 | Gérard Rué            | Tony Rominger          | Viatxeslav Iekímov     |
| 1991 | Phil Anderson         | Tony Rominger          | Julián Gorospe Artabe  |
| 1992 | Rolf Gölz             | Ronan Pensec           | Laurent Madouas        |
| 1993 | Charly Mottet         | Heinz Imboden          | Pascal Lance           |
| 1994 | Davide Cassani        | Ievgueni Berzin        | Laurent Brochard       |
| 1995 | Gianni Bugno          | Roberto Petito         | Davide Rebellin        |
| 1996 | Frank Vandenbroucke   | Fabio Baldato          | Wladimir Belli         |
| 1997 | Emmanuel Magnien      | Michele Bartoli        | Francesco Frattini     |
| 1998 | Rodolfo Massi         | Bo Hamburger           | Richard Virenque       |
| 1999 | Davide Rebellin       | Michael Boogerd        | Wladimir Belli         |
| 2000 | Laurent Jalabert      | Bobby Julich           | Jonathan Vaughters     |
| 2001 | Davide Rebellin       | David Moncoutié        | Laurent Brochard       |
| 2002 | Michele Bartoli       | Paolo Tiralongo        | Michael Boogerd        |
| 2003 | Paolo Bettini         | Laurent Brochard       | Sylvain Chavanel       |
| 2004 | Jörg Jaksche          | Ivan Basso             | Jens Voigt             |
| 2005 | Jens Voigt            | Fränk Schleck          | Franco Pellizotti      |
| 2006 | Cyril Dessel          | Aleksandr Botsjarov    | Pietro Caucchioli      |
| 2007 | José Iván Gutiérrez   | Ricardo Serrano        | Vladímir Iefimkin      |
| 2008 | Aleksandr Botxarov    | David Moncoutié        | Michael Albasini       |
| 2009 | Luis León Sánchez     | Jussi Veikkanen        | Daniel Martin          |
| 2010 | Rinaldo Nocentini     | Maksim Iglinski        | Johnny Hoogerland      |
| 2011 | David Moncoutié       | Jean-Christophe Péraud | Wouter Poels           |
| 2012 | John Tiernan-Locke    | Michel Kreder          | Daniel Navarro         |
| 2013 | Thomas Lövkvist       | Jean-Christophe Péraud | Francesco Reda         |
| 2014 | Steve Cummings        | Jean-Christophe Péraud | Riccardo Zoidl         |